# 紹伊穆什鄉
45°55′1″N 22°53′23″E / 45.91694°N 22.88972°E
紹伊穆什鄉（羅馬尼亞語：Comuna Șoimuș, Hunedoara），是羅馬尼亞的鄉份，位於該國西部，由胡內多阿拉縣負責管轄，面積69平方公里，海拔高度221米，2007年人口3,334，人口密度每平方公里49人。